# Гампаха (округ)
Гампаха (синг. ගම්පහ දිස්ත්‍රික්කය, там. கம்பகா மாவட்டம்) — один из 25 округов Шри-Ланки. Входит в состав Западной провинции страны. Административный центр — город Гампаха. Округ был образован в сентябре 1978 года путём отделения северной части округа Коломбо.
Площадь округа составляет 1387 км². В административном отношении подразделяется на 13 подразделений.
Население округа по данным переписи 2012 года составляет 2 294 641 человек (11,32 % всего населения страны). 90,61 % населения составляют сингальцы; 4,16 % — ларакалла; 3,49 % — ланкийские тамилы; 0,51 % — малайцы и 1,23 % — другие этнические группы. 71,48 % населения исповедуют буддизм; 21,19 % — христианство; 5,01 % — ислам и 2,28 % — индуизм.